# Matter of Time (Meg Mac)
Matter of Time è il terzo album in studio della cantautrice australiana Meg Mac, pubblicato nel 2022.

## Tracce
1. Is It Worth Being Sad – 4:01
2. Only Love – 3:05
3. Understand – 2:57
4. Something in the Water – 3:27
5. Letter – 3:09
6. On Your Mind – 3:56
7. Matter of Time – 3:58
8. Don't You Cry – 4:02
9. Lifesaver – 2:36
10. Head on the Pillow – 2:54

## Classifiche
| Classifica (2022) | Posizione raggiunta |
| ----------------- | ------------------- |
| Australia         | 1                   |